# إميل دال
إميل دال (بالنرويجية البوكمول: Emil Dahle)‏ هو لاعب كرة قدم نرويجي، ولد في 30 أكتوبر 1990 في مولده في النرويج. لعب مع نادي ستابك ونادي ستارت.

## وصلات خارجية
- إميل دال على موقع اتحاد النرويج (النرويجية)
- إميل دال على موقع قاعدة بيانات كرة القدم.إي يو (الإنجليزية)